# Batuša (Malo Crniće)
Batuša (em cirílico:Батуша) é uma vila da Sérvia localizada no município de Malo Crniće, pertencente ao distrito de Braničevo, na região de Stig. A sua população era de 606 habitantes segundo o censo de 2002.

## Demografia
| 1948 | 1953 | 1961  | 1971 | 1981 | 1991 | 2002 |
| ---- | ---- | ----- | ---- | ---- | ---- | ---- |
| 889  | 935  | 1 001 | 898  | 836  | 781  | 606  |